# 萌え萌え大戦争☆げんだいばーん
『萌え萌え大戦争☆げんだいばーん』（もえもえだいせんそうげんだいばーん）は、システムソフト・アルファーより2011年4月28日に発売されたパーソナルコンピュータ用ゲームソフト。略称は萌え戦。萌え萌え2次大戦(略)の続編にあたる。
2011年9月1日に『萌え萌え大戦争☆げんだいばーん+（ぷらす）』がPSP用に発売された。
同年12月15日では『萌え萌え大戦争☆げんだいばーん 3D』がニンテンドー3DS用として発売。
2012年には『萌え萌え大戦争☆げんだいばーん++（ぷらすぷらす）』がPlayStation Vita用とPS3用で発売されている。

## 概要
『萌え萌え大戦争☆げんだいばーん』は、兵器が少女の姿となって、大勢登場するウォーシミュレーションアドベンチャーゲームである。
プレイヤーは指揮官として、各キャラクター達を操り、必殺技などを駆使して戦いを勝利へと導いていく。 
鋼の乙女の設定など、前作萌え萌え2次大戦(略)の世界観を受け継いでいる。
シナリオには湾岸戦争、ベトナム戦争など実際に起こった戦争をもとにしているものもあるが、オリジナルのシナリオも存在する。
また、サバイバルモードという戦いのみのモードもあり、また前作に引き続いて様々なオマケも存在する。

## 鋼の乙女とは
本作の象徴というべき概念。基本的には戦うために建造された兵器なのだが、名前の通りベースはすべて乙女である。あらゆる国が保有しており、その戦力は非常に高く戦局が鋼の乙女の有無に左右されることもある。最新鋭の技術によって圧倒的な戦力と人間同様の自我を持ち、すべての鋼の乙女は実在の兵器がモチーフとなっている。そのため、新型機として固有の型番で開発されたものがいる反面、既存兵器の鋼の乙女版として建造されたものもいる。年齢はバラバラで、第2世代ジェット戦闘機の鋼の乙女と第5世代ジェット戦闘機の鋼の乙女が同じ時代に戦っているほどである。鋼の乙女は主に航空機型、艦船型、装甲戦闘車輌型が存在する。
兵器いえど人間の乙女として造られているため感情も存在し、体つきまで人間の女性そのものである（このことが、対象年齢を上げる一因となっている）。食事も摂り、買い物や料理、また旅行なども時たましている。航空機型でもある程度なら泳ぐことも可能（回想内）。キャラ一人ひとりが強烈な個性を持ち、量産型以外同じようなものはいない。

### 量産型
鋼の乙女には全く同じ型、見た目の量産型が存在する。基本的に自我はなく、与えられた任務を淡白に遂行する。性能は通常の乙女より低く、必殺技は行わないが、動きに無駄がない。また工業力の低い国でも量産できる。イラク軍が初めて使用し、その後はすべてのシナリオに敵軍として登場する。

## ストーリー
時期的には、現実の第二次世界大戦後の冷戦時代に当たる。
メインストーリーとしては、第一部に中東戦線（現実のイラン・イラク戦争、湾岸戦争）、第二部に欧州戦線（コソボ紛争でアライドフォース作戦）、第三部は極東戦線（オリジナル。日本が舞台。IF）。
萌え戦+（ぷらす）のPSP版から、ベトナム戦争が追加され、萌え戦++（ぷらすぷらす）からは第三次世界大戦（オリジナル。IF）が追加されている。
また、有料だが追加シナリオが存在する。
このストーリーは現実と同じく一続きとなっており、ベトナム戦争では「タイムスリップ」したことになっている。
現実で考えれば、ソ連はコソボ紛争時には既に解体されている。しかし、極東戦線以降は「SOLEN」という表記で登場する。また、第三次世界大戦の時期は201X年となっており、現在では製造途中の兵器＝鋼の乙女が登場してくるので時代配分はややこしい。

## 登場人物

### 日本
碧（あおい）
声 - 新井里美 / キャラクターデザイン：とらんき
F-2支援戦闘機の鋼の乙女。極東戦線編以降のメインキャラクター。何でもそつなくこなす高い性能を持つ。ゲーム中ではネコと並んで追加武装が非常に強力。先輩であるグラーフなどに対しては敬愛の念を抱いているが、愛が行きすぎてセクハラ的な行為に及ぶことも少なくない。だが、本来の性格はその見た目通り子供っぽく元気で明るい。そのため自衛隊内では他の隊員から非常にかわいがられていた。
紅零（くれい）
声 - 青葉りんご / キャラクターデザイン：依澄れい
90式戦車の鋼の乙女。隊員達からも頼られているのんびりしたやや天然な性格。ケーキを始めとしたお菓子が大好きで、いつももの凄い量を平らげてしまうが「北海道から出られないどさんこ」とからかわれた過去もあってか、体重については非常に気にしているようである。明るく穏やかな性格とは裏腹に、怒ったときは非常に怖い。豊満な胸を持つため、碧からしょっちゅうもまれるなどのセクハラにあう。
あたごさん
声 - 水橋かおり / キャラクターデザイン：こげどんぼ
あたご型護衛艦の鋼の乙女。モデル艦と同様イージスシステムにより情報処理や指揮などを担う自衛隊の要。戦闘時は紅白のメイドルックだが、普段は着物を着こなし、京都弁を話す。日本の乙女達の保護者的な役割も担っており、本人の性格も世話焼きで過保護なところがある。
飛鳥（あすか）
声 - 上田朱音 / キャラクターデザイン：犬洞あん
そうりゅう型潜水艦の鋼の乙女。皇族とも縁のある古くからの由緒ある家系で、不埒なことを嫌うお堅い性格。その他の潜水艦乙女が皆原子力潜水艦のため、通常型故のパワー面の差を少し気にしているが、そうりゅう型は通常動力の潜水艦のなかでも特に高い性能を持っている。
しんちゃん
声 - 大久保藍子 / キャラクターデザイン：こげどんぼ
PS3/PS Vita版追加キャラクター。
心神の鋼の乙女。実験航空機だが、第三次大戦勃発により急遽戦闘機として開発されたようで、既に十分実戦で戦えるようである。名前のしんちゃんは名乗ろうとした際に「心神だからしんちゃん」と勝手に命名され、それが浸透してしまった。しばらく本名を言わせてもらえず、いざ言い出すとものすごく長かったため、結局「しんちゃん」と呼ばれるようになる。国産戦闘機を目指す想いからか衣装も和服基調で、前作萌え萌え2次大戦(略)シリーズに登場する零式艦上戦闘機の乙女・レイの持っていた刀を受け継いでいる。

### アメリカ
エイブ
声 - 原田ひとみ / キャラクターデザイン：Ein
M1エイブラムス戦車の鋼の乙女。最序盤から登場するアメリカ軍主力の乙女。素直で優しく、何事にも一生懸命な性格だが、可愛い物には目がなく、しばしば驚異的暴走を見せる事も。また、あまり言うことを聞いてくれないと黒いオーラを発し、恐ろしいことになるという。艦船型乙女のイーディスとは非常に仲が良く、夫婦のようなやりとりもしている。
グラーフ
声 - 高城みつ / キャラクターデザイン：Ein
F-15イーグル戦闘機の鋼の乙女。アメリカ軍航空機型乙女のエースで、天才と呼ばれることを嫌う努力家な性格。メインヒロイン的な立ち位置で、割と明確に主人公スミスに対して好意を向けてるシーンが多く描かれている。見た目は大人の女性だが（スミスが感嘆するほどのスタイルの持ち主でもある）、配属後、当初は他の鋼の乙女と比べると製造年が若く、部隊の中で新米だった。またその能力は世界中でも有名らしく、日本の乙女である碧からは過剰な程に強く慕われている。エイブと同じく可愛い物が大好きで、プライベートで仲が良いらしい。
マーガレット
声 - 原田ひとみ / キャラクターデザイン：ねこむ。
シーウルフ級原子力潜水艦の鋼の乙女。いわゆる無表情キャラで、口数も少なく淡々としている。隠密性に優れており、陸地であろうと気がついたらいなくなっていたり、後ろにいたり、裏情報を入手していたりと正に神出鬼没である。ちなみに、笑った顔は凄く怖いらしい。
ネコ
声 - 水橋かおり / キャラクターデザイン：ごまえ
F-14トムキャット艦上戦闘機の鋼の乙女。中東戦線編・ベトナム戦線編・第三次世界大戦(IF)編のメインキャラクターの一人。ネコ言葉で喋る航空機型乙女。ネコらしく気分屋で悪戯好き。ゲーム中では追加武装が非常に高性能な範囲攻撃であるため、非常に強力である。ベトナム戦争編では当時まだ記憶に新しい第二次大戦中の乙女であり、前作萌え萌え2次大戦(略)シリーズに登場した同じ名前を持つF4F ワイルドキャットのネコと区別して「リトルネコ」と呼ばれるシーンがある。彼女は自分の所属を「アメリカ空軍」というシーンがあるが、F-14は艦上戦闘機であるため、本来は海軍機なのだが、ゲームではそれについての言及はない。
フェアチャイルド
声 - 瑞沢渓 / キャラクターデザイン：守月史貴
A-10サンダーボルト攻撃機の鋼の乙女。通称：フェイ。中東戦線編・極東戦線編・第三次世界大戦(IF)編のメインキャラクターの一人。明るく人当たりの良い航空機型乙女。スイッチが入ると乙女達の服を脱がし出すという悪癖があり、大抵の乙女達はその毒牙に掛かっていると思われる。モデル機と同様に湾岸戦争時には性能面で仲間達に追いつけないことを気にしていたが、砂漠を物ともしないタフさと多少の被弾にも軽く耐える頑丈さという最大の取り柄を見直して立ち直るというエピソードがある。また、PS Vita版のダウンロード限定ショートシナリオでは惚れ薬で乙女のハーレムを作ろうとしたことがある。
ハイドラ
声 - 上田朱音 / キャラクターデザイン：犬洞あん
AH-64 アパッチヘリコプターの鋼の乙女。中東戦線編・第三次世界大戦(IF)編のメインキャラクターの一人。相当な毒舌家で、相手が指揮官や上官だろうと構わずに会話のトドメを刺す突っ込みをお見舞いすることもしばしば。反面好きになった相手には親愛を注ぐタイプでもある。やはりモデル機の史実と同様に湾岸戦争では砂漠の砂に悩まされている。
リンディ
声 - あさみほとり / キャラクターデザイン：白玉団子
B-2スピリットステルス爆撃機の鋼の乙女。新型として中盤より加入するが、主だって活躍するのは後半からとなる。モデル機と同様コストは20億ドル近くかかっているらしい。おとなしめの性格だが男性恐怖症で、パニックに陥ると思わず殴り倒してしまう。その反射は徹底しており、整備のため全機能を落としていても発生するため、原因は不明で改善策も見つからなかった。しかし恋愛などの話題は好きなようで、3DS版のおまけシナリオでは自分がシンデレラとなる夢を見ている。
イーディス
声 - 小林眞紀 / キャラクターデザイン るたろー
セオドア・ルーズベルト の鋼の乙女。極東戦線編以降のメインキャラクター。モデルは空母だが乙女サイズでは航空機の発着艦は出来ないこともあってか地形を変える程の火力を持つミサイル戦艦のような扱いとなっている。ベトナム編での描写からして性能として燃費が悪いわけではないようだが、いつもお腹を空かしており非常によく食べる。元気よく暴走するような性格をしつつも、実は頭が良く察しの良いところを度々見せたりもする。ベトナム戦線編で記憶喪失になったときは性格が大きく変わり、真面目な優等生の様になっていた。
シーラー
声 - 澤宮菜穂 / キャラクターデザイン：ちもち
F-117ナイトホークの鋼の乙女。名家の出ということで高飛車な言動が多いが、色々な意味で個性的な乙女達からはよく弄られている。特徴的な縦ロールの髪形をしているが、ドリルと言うと怒る。本当は相当な努力家だが、人に知られるのは嫌らしく表には出さない。
ブランシュ
声 - 稲村優奈 / キャラクターデザイン：悠樹真琴
PSP版追加キャラクター。
F-4ファントム戦闘機の鋼の乙女。ベトナム戦線編のメインキャラクターの一人でありながら主人公の一人。厳しい環境で育ったため国家への忠誠心は強く、冷徹な印象の強い性格だったが、ある事件をきっかけに落ち着き、別人のような性格が見え始める。その後はエイミーの実質的副官の様な立場になる。心から信頼している相手にはもの凄く甲斐甲斐しくお世話しようとするタイプ。実際のベトナム戦争時代のF-4は機関砲を搭載していないが、彼女は装備している。第三次世界大戦編では乙女部隊の指揮官の１人として行動する。
パトリシア
声 - ミルノ純 / キャラクターデザイン：馴染しん
PSP版追加キャラクター。
M48パットン戦車の鋼の乙女。ベトナム戦線編のメインキャラクターの一人。グリーンベレー出身として鳴り物入りで配属されるも、わがままで面倒くさがりで気まぐれという絵に描いたようなダメ乙女であった。ある出来事を境に改心して努力家の本領とそれに見合った高い能力を見せるようになるが、基本的な性格は変わらずである。第三次世界大戦編では乙女部隊の指揮官の１人として行動する。
エイミー
声 - 藤森ゆき奈 / キャラクターデザイン：Maruto!
PSP版追加キャラクター。
M26パーシング重戦車の鋼の乙女。ベトナム戦線編の主人公の一人。萌え萌え2次大戦（略）からのゲスト。本編ではベトナムで指揮官を務めていたり、とある出来事により負傷中だったりするため、ユニットとしては使用されないが（ダウンロードシナリオではユニットとして使用可能）、長年の経験に裏付けされた能力は次世代の新型にすら迫るほどである。
アメリア
声 - 平山緑 / キャラクターデザイン：水上凛香
PS3/PS Vita版追加キャラクター。
F-22 ラプターの鋼の乙女。第三次世界大戦(IF)編のメインキャラクターの一人。それまでの乙女達の経験なども参考に世界トップクラスの技術が投入されており、非常に高い性能を誇る。性格も人見知りしない明るい性格だが、たまに褒められたりして取り乱すと所構わずミサイルを乱射してしまうと言うとんでもない悪癖がある。
カレン
声 - 原田ひとみ / キャラクターデザイン：モタ
PS3/PS Vita版追加キャラクター。
ズムウォルト級ミサイル駆逐艦の鋼の乙女。第三次世界大戦(IF)編のメインキャラクターの一人。艦船型上位の移動力や、高いステルス性能、そして武装にはレールガンを持つ高性能な乙女。いわゆるツンデレな性格。気が強く男口調だが、少女漫画好きという可愛らしい内面も持っている。だが持っている本は読んだイーディスが気絶するほど過激な内容らしい。

### イスラエル
ナタリー
声 - 松岡由貴 / キャラクターデザイン：ちもち
F-16戦闘機の鋼の乙女。欧州戦線編のメインキャラクター。湾岸戦争から部隊に加入する。マルチロール機故の器用貧乏から特化型には叶わないということを強く認識しており、自分の限界を察して年代の割には達観した性格をしている。そのため努力家のグラーフとはよく衝突することになる。
リオン
声 - 宮沢ゆあな / キャラクターデザイン：白玉団子
クフィル戦闘機の鋼の乙女。ゲーム中で最初にプレイヤーが操作することになるユニットでもある。敵にも敬意を払う真面目で正々堂々とした性格で、劣勢にもくじけない強い心を持つ。国民からは「砂漠のライオン」と呼ばれ親しまれている。モデル機と同様、その出自にはフランスとの因縁があるよう。
シャロン
声 - 坂部彩 / キャラクターデザイン：白玉団子
メルカバ戦車の鋼の乙女。仲間思いの性格で、よく衛生兵としての役目もこなしているが、逆にその仲間を傷つけた相手には情け容赦の無い報復を行うという怖い一面もある。

### イギリス
ポップル
声 - 小林眞紀 / キャラクターデザイン：香月☆一
SEPECAT ジャギュア攻撃機の鋼の乙女。一人称は「オレ」の男勝りな性格だが、実はぬいぐるみなどの可愛い物が好きで、あげると大変喜ぶ。普段は真面目で面倒見も良いタイプである。
パーキンス
声 - 水口まつり / キャラクターデザイン：わがまま99%
チャレンジャー2戦車の鋼の乙女。ずぼらな怠け者で、自室はいつも散らかりっぱなしである。口調も何かとぼんやりした印象だが、任務はしっかりとこなす。だが時たまスイッチが入ると打って変わって激しい口調に変貌する。

### フランス
エスト
声 - 鈴木はるこ / キャラクターデザイン：白玉団子
ミラージュF1戦闘機の鋼の乙女。中東戦線編のメインキャラクター。クールに振る舞うが気難しいところがある。好意を向けた相手には割とベッタリなため、相手が疲れる事も。性格の変動が激しい。かつて生き別れた姉がおり、年月が経った現在でも気にしている。

### ドイツ
登場する兵器や陣営上、西ドイツ（ドイツ連邦共和国）になる。
クラウス
声 - 小林眞紀 / キャラクターデザイン：ふじもん
レオパルト2戦車の鋼の乙女。長身端麗な容姿で、面倒見も良く心優しい男装の麗人的な性格。が、妄想癖が強く自分の世界に入ってしまうと手が付けられない上に接し方も暑苦しくなったりとよく仲間からも敵からも引かれてしまう。

### 中国/CHUGOKU
中国こと中華人民共和国。なお、第三次世界大戦時は敵勢力として登場。
レン
声 - 宮沢ゆあな / キャラクターデザイン：koi
98式戦車の鋼の乙女。極東戦線編から登場する。適応能力の高い良く出来た子で、さらに真面目で礼儀正しい性格をしており、負けに際してもまた潔い。劇中最もまともな人物。衣装は赤いチャイナ服を基調としている。
ヤン
声 - 高城みつ / キャラクターデザイン：山本ケイジ
殲撃七型（J-7）戦闘機の鋼の乙女。序盤から登場する。～ネ、～ヨなどのステレオタイプ的な中国人口調で話す。おっとりしているようで意外と高い洞察力をしている。こちらは白いチャイナ服基調の衣装。第三次世界大戦編では卑怯で小者な性格になっており、「おいしいところを持っていくのが中国のやり方」と語る。

### 敵勢力

#### ソ連/SOLEN
ソ連は現実でもあるソビエト連邦。SOLEN（ソレン）は正式名称を「Social Organization Liberal Extremist Nationalism」といい、ソ連＝SOLENではない。
ミーリ
声 - 藤森ゆき奈 / キャラクターデザイン：山本ケイジ
Mi-24ハインド攻撃ヘリコプターの鋼の乙女。イラン・イラク戦争時にはフェイの喧嘩相手となった。頭は悪いが学習能力は高いらしく、やや調子に乗りやすい面がある。基本的にお調子ものだが根は悪い人物ではない。
ラースタチュカ
声 - 水口まつり / キャラクターデザイン：ジェット世渡り
MiG-29ファルクラム戦闘機の鋼の乙女。イラン・イラク戦争時にはネコの喧嘩相手となった。名前は略してラースと呼ばれることも。お喋りでマイペースな性格。しばしば口調が急に変わり、話の端々にどうでもよいネタを混ぜ込む癖がある
シエラ
声 - 神保巴 / キャラクターデザイン：月音
タイフーン型原子力潜水艦の鋼の乙女。SOLENの変態乙女の１人。エロ妄想を含めた危ない発言を行って敵から味方まで引かせることも度々だが、要所要所ではちゃんとシリアスもこなす時がある。
イリューシン
声 - 青葉りんご / キャラクターデザイン：るたろー
Su-27フランカー戦闘機の鋼の乙女。ソ連軍の広告塔として知名度も高い。基本的にSOLENのリーダー格でありシリアス担当で、物語全編にわたって深く絡む乙女。欧州戦線以降、グラーフのライバル的立ち位置になる。
レヴィーレ
声 - 神保巴 / キャラクターデザイン：koi
T-90戦車の鋼の乙女。低い身長の童顔と小学生みたいだがれっきとした成人(?)で、大学も卒業しているしお酒も飲む。ただ時にはその低い身長で苦労する場面も。
ソロヴィ
声 - 瑞沢渓 / キャラクターデザイン：モタ
Su-47戦闘機の鋼の乙女。中盤から登場するソ連の航空機型乙女。見た目通りに子供っぽく、勝ち気でプライドの高い性格で、言葉遣いも悪い。だが根は割とまともなので、より変な新型乙女が増える後半になるにつれて段々突っ込み役を担うことが増えていくようになる。耳っぽい帽子は宝物。
マールシャル
声 - 瑞沢渓 / キャラクターデザイン：上十口
スラヴァ級ミサイル巡洋艦の鋼の乙女。SOLENの変態乙女その2。一人称がボクの男装キャラ的な口調だが、縛ったり縛られたり責めたり責められたりが好きな堂々たる変態。自分でも否定していないので本物である。男性には興味が無く、特に自衛隊の碧がお気に入りのようである。公式サイトでは「ちょっと変態思考」とあるが、ちょっとどころではない。
ウラール
声 - 朝樹りさ / キャラクターデザイン：モタ
T-72戦車の鋼の乙女。他のソ連製乙女に比べると相当おとなしめの性格をしている。戦闘中にはないが、日常場面ではプレッシャーで倒れてしまうことも。日傘を愛用している。
マリーヤ
声 - 水橋かおり / キャラクターデザイン ：Ein
PSP版追加キャラクター。
MiG-23の鋼の乙女。正々堂々とした真っ向勝負からの決着を好む武人肌の性格、ストイックに自分の強さを追求しているため、たまに任務と衝突する場面も。ベトナム編ではブランシュのライバル的なキャラクターとして扱われている。
ソフィア
声 - 大久保藍子 / キャラクターデザイン：しろ
PSP版追加キャラクター。
IT-1の鋼の乙女。普段は淡々としているが家族、特に「母様」の事になると感情を露にする、言葉の端々からもその想いの強さを窺うことが出来る。ベトナム編ではパトリシアのライバル的なキャラクターとして扱われている。
リディア
声 - 松岡由貴 / キャラクターデザイン：しろ
PS3/PS Vita版追加キャラクター。
PAK FA(T-50)の鋼の乙女。SOLEN航空機型乙女の最新型。超マイペースで、緊張感が薄く、夜になるとすぐ寝てしまったりするが、戦闘能力は天才的で、経験を積んだアメリカを始めとする連合軍の乙女をも軽く翻弄するほど。
オリガ
声 - 平山緑 / キャラクターデザイン：とりしも
PS3/PS Vita版追加キャラクター。
ナストーイチヴイ（ソヴレメンヌイ級駆逐艦）の鋼の乙女。SOLEN艦船型乙女の最新型。挑発的な口調で相手を翻弄する Sっ気のある性格。リディアとペアで行動することが多く、その場合は主に突っ込み役に回る。

#### イラク
グレイス
声 - 藤森ゆき奈 / キャラクターデザイン：こまめ丸
2K22ツングースカの鋼の乙女。イラク軍に所属し、量産型乙女を率いて多国籍軍と戦っている戦車型乙女。優等生風のキャラをしているが内実は腹黒い。湾岸戦争時に倒されたと思われたが･･･。大破時のグラフィックが比較的露出多め。

### 男性キャラクター
アラン・スミス
声 - なし（ベトナム戦線編では少年として登場し、音声もあるが詳細は不明である） / キャラクターデザイン：上十口
ベトナム戦線編以外の主人公。アメリカ陸軍の士官。士官学校を首席で卒業し、最年少記録を更新したエリート。日本語ペラペラだが漢字が苦手らしい。アメリカ軍の兵器開発局に勤務していたが、イラン・イラク戦争の開戦に伴い各国から集められた鋼の乙女たち、及び多国籍軍の司令官に任命される。性格は真面目で社交性が高くお人よしだが、実はムッツリスケベで、その事をたびたび乙女達に指摘されているが、実際、乙女がいやらしい事をされたり、しているシーンをCG付きで妄想したり、事故とはいえ乙女の着替え中を覗いてしまっただけでなくセクハラ発言したりプレイヤーから見てもムッツリスケベには間違いない男になっている。
パパ
声 - 桜木章人 / キャラクターデザイン：上十口
モデルは現実でもアメリカ大統領であるジョージ・H・W・ブッシュ。スミスを鋼の乙女たち、及び多国籍軍の司令官に任命する。
ジュニア
声 - 小林範雄 / キャラクターデザイン：上十口
モデルは現実のアメリカ大統領でもあるジョージ・W・ブッシュ。（現実同様、「パパ」「ジュニア」で区別している）第三次世界大戦編もアメリカ大統領として存在する。大統領だがかなり性格が軽く、日本の首相であるタローと緊急で会談した時も仲のいい友達同士で話しているようなノリの軽い会話だった。軽い性格だが国や友人に対しては強い信念を持っており、ソ連の卑劣なやり方には屈さないと熱く宣言したり、第三次世界大戦では友人のタローを助けるために日本防衛戦や奪還戦に積極的に協力してくれる。
タロー
声 - 桜木章人 / キャラクターデザイン：上十口
モデルは麻生太郎（ただしムダヅモ無き改革の麻生タローが混ざっている）。日本の総理大臣。若者時代に射撃訓練を積んだらしく気に入らない相手は自慢の射撃で始末している噂がある。ジュニアとは麻雀友達でもある。かなり肝の据わった人物で自分がいる場所が爆撃されてもまったく動じず避難もしないほど度胸がある。
ウラジミール
声 - 桜木章人 / キャラクターデザイン：上十口
ソ連改めSOLENの最高指導者として登場。公式ページでは実は礼儀正しく紳士といわれているが重臣でも容赦無く使い捨てにしたり洗脳処理を施したりと自国の軍関係者や鋼の乙女も震え上がる恐ろしい冷酷非道な人物で裏で暗躍しており、恐ろしい計画をもくろんでいる。
サーセン
声 - 桜木章人 / キャラクターデザイン：上十口
イラクの大統領。公式ページの人物紹介では「冷血な男」と書かれているが実際は割とまともな人物。
ジョディ
声 - 小林範雄 / キャラクターデザイン:上十口
アメリカ人。（軍人ではない）クリキントンと高校時代面識あり。
カリオストル
声 - なし / キャラクターデザイン:上十口
モデルはキューバの政治家でもあるフィデル・カストロ。第三次世界大戦で登場。
クリキントン
声 - なし / キャラクターデザイン:上十口
モデルは現実でも米国大統領のビル・クリントン。
他に、兵士や副大統領、市民など様々な人物が回想内で存在しており、セリフがあるものもいる。

## 通常兵器
ADVパート、およびSLGパートでは通常の兵器も多数登場する。

### アメリカ

#### 固定翼機
- F-15イーグル
- F-100 スーパーセイバー
- A-10 サンダーボルト
- F-117 ナイトホーク
- A-1 スカイレイダー
- B-1 ランサー
- B-26 マローダー
- B-52 ストラトフォートレス
- C-130ハーキュリーズ（ADVパートのみ）
- V-22 オスプレイ（ADVパートのみ）

#### 回転翼機
- AH-64D アパッチ・ロングボウ
- UH-1ヒューイ
- RH-53（ADVパートのみ）

#### 陸上車両
- M1A2エイブラムス
- M41ウォーカー・ブルドッグ
- M48パットン
- M109
- M-6ラインバッカー

#### 艦艇
- アーレイ・バーク級ミサイル駆逐艦
- アレン・M・サムナー級駆逐艦（ADVパートのみ）
- タイコンデロガ（ADVパートのみ）
- ロサンゼルス級原子力潜水艦
- イオー・ジマ（ADVパートのみ）
- 戦艦ミズーリ（ADVパートのみ）
- PBR

### 日本

#### 固定翼機
- F-15Jイーグル
- F-2

#### 回転翼機
- AH-64Dアパッチ・ロングボウ

#### 陸上車両
- 90式戦車
- 99式自走砲
- 93式近SAM

#### 艦艇
- こんごう型護衛艦
- むらさめ
- たちかぜ
- おやしお型潜水艦

### フランスイギリスドイツ

#### 固定翼機
- トーネード ADV
- AV-8Bハリアー II

#### 回転翼機
- SA 342

#### 陸上車両
- レオパルト2
- PzH2000
- ヴィーゼル2

### ソ連・SOLEN

#### 固定翼機
- Su-27フランカー
- MiG-31フォックスハウンド
- MiG-29ファルクラム
- Su-25グラーチュ
- Tu-95ベア

#### 回転翼機
- Mi-24ハインド
- Ka-50チョールナヤ・アクーラ

#### 陸上車両
- T-90ウラジーミル
- T-72
- T-80
- 2S1グヴォズジーカ 自走榴弾砲
- 2K22ツングースカ
- ZSU

#### 艦艇
- スラヴァ級ミサイル巡洋艦
- ソヴレメンヌイ級駆逐艦
- タイフーン型原子力潜水艦
- アクラ型原子力潜水艦

### イラン・イスラエル連合

#### 固定翼機
- F-15
- MiG-29
- MiG-21フィッシュベッド
- クフィル

#### 回転翼機
- AH-1 コブラ

#### 陸上車両
- T-72
- T-34
- マガフ７
- メルカバ
- 2S1グヴォズジーカ 自走榴弾砲
- 2K22

### イラク

#### 固定翼機
- MiG-29
- MiG-23フロッガー
- MiG-21

#### 回転翼機
- AH-1 コブラ

#### 陸上車両
- T-72
- ZSU
- 2K22
- スカッドミサイル（ADVパートのみ）

### ユーゴスラビア

#### 固定翼機
- Mig-29

#### 陸上車両
- T-72
- ZSU
- M-109

### 北ベトナム

#### 固定翼機
- Mig-21
- MiG-19ファーマー
- MiG-17フレスコ

#### 回転翼機
- Mi-4ハウンド

#### 陸上車両
- 2S1グヴォズジーカ自走砲
- T-54
- IT-1
- PT-76
- T-34
- HQ-2

### 中国・CHUGOKU

#### 固定翼機
- 殲撃10型
- 殲撃11型
- 殲轟7
- 暗剣

#### 回転翼機
- 武直10型
- SA-342M

#### 陸上車両
- 99式戦車
- 83式自走砲

## 主題歌
オープニングテーマ「Go! Go! Girls!」
作詞・編曲：河合英嗣 / 歌：原田ひとみ
プロデュース：若林 豪（フロンティアワークス）/ 楽曲制作：フロンティアワークス
エンディングテーマ「Hey, John!」（PC版・3DS版）
作詞：Blue E / 作曲：SWING HOLIC / 編曲：Swing Holic Band / 歌：A～YA
演奏者：Swing Holic Band / 監修：小柳豊（システムソフト・アルファー）/ プロデュース：SOUND HOLIC
エンディングテーマ「笑顔の約束」（PSP版）
作詞：茶太 / 作曲・編曲：羽鳥風画 / 歌：茶太
プロデュース：羽鳥風画 / 楽曲制作：ドワンゴ・ミュージックエンタテインメント
エンディングテーマ「いつまでも」（PS3版）
作詞・作曲・編曲・歌：ゆりえ
エンディングテーマ「シンシア」（PS Vita版）
作詞：山下慎一狼 / 作曲・編曲：新井健央  / 歌：れい（vin-PRAD）

## パチンコ
『CR萌え萌え大戦争☆ぱちんこばーん』のタイトルで藤商事から2017年６月稼動。
タイトル以外はストーリーやキャラクターを一新しており原作とは実質別物に近い。
また主要キャラクターの声優による新曲が７曲作られており、配信限定で楽曲販売もされている。

### パチンコ版「鋼の乙女」
雫
声 - 種田梨沙 / 曲：「零式純情Turning!」
Ｆ２
声 - 佐倉綾音 / 曲：「エフるっ！」
大和
声 - 早見沙織 / 曲：「ナデシコtribe!」
武蔵
声 - M・A・O
イージス
声 - 伊藤静 / 曲：「Encircle Love」
そうりゅう
声 - 内田真礼 / 曲：「沈黙のマーメイド」
他の曲「キミは司令官★」（富士基地隊員一同）

### 敵対勢力「ヴァルゴ」
ルシファー
声 - 小松未可子 / 曲：「破戒天使」